# John Hillcoat
John Hillcoat (1961) is een Australisch filmregisseur, onder meer bekend van The Proposition (2005), The Road (2009), Lawless (2012) en de aflevering "Crocodile" van de televisieserie Black Mirror (2017). Hij werkt vaak samen met Guy Pearce en Nick Cave (die niet alleen de soundtracks voor onder meer The Proposition en Lawless heeft gecomponeerd, maar ook beide scenario's heeft geschreven).